# Domenica di sangue (1921)

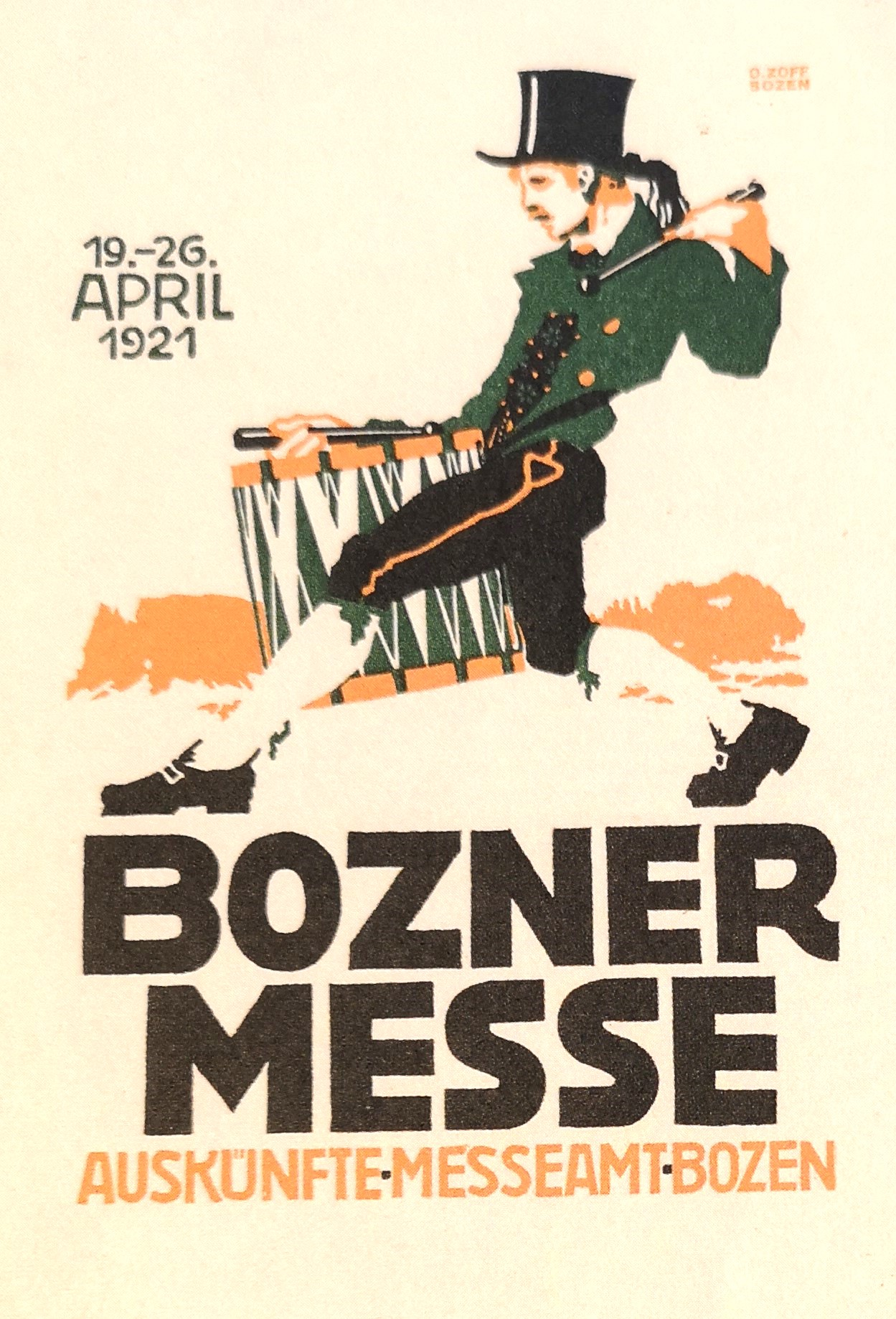
Manifesto della Fiera di Bolzano del 1921.

Sotto il nome di domenica di sangue (in tedesco Blutsonntag o Bozner Blutsonntag) si intendono gli scontri avvenuti tra i partecipanti ad una sfilata in costume tirolese e squadre d'azione fasciste a Bolzano, in occasione dell'apertura della "Fiera di primavera" (Bozner Frühjahrsmesse) nel 1921, la prima del dopoguerra.

## I fatti
(Eduard Reut-Nicolussi in Bozner Nachrichten, edizione del 27 aprile 1921, p. 2)

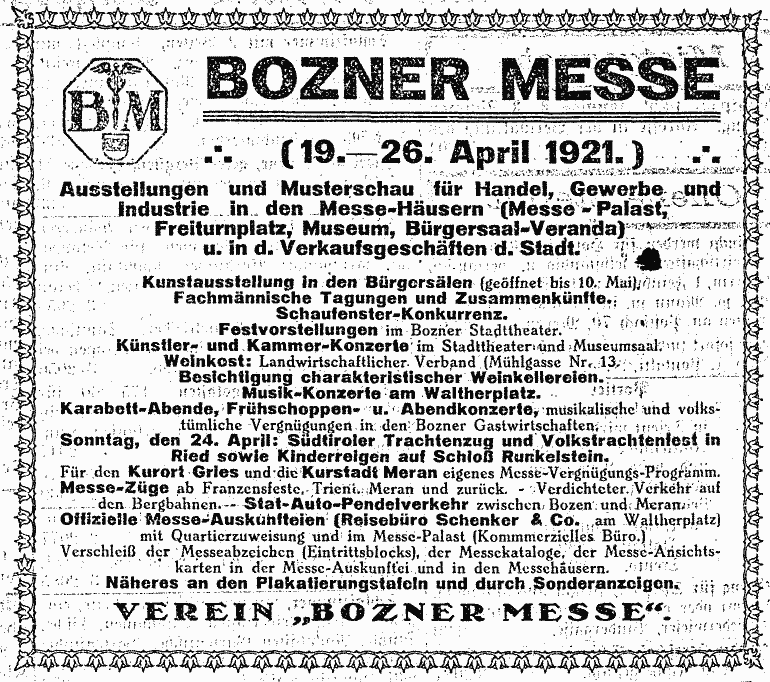
Pubblicità per la Bozner Messe sulle "Bozner Nachrichten" del 20 aprile 1921, p. 8.

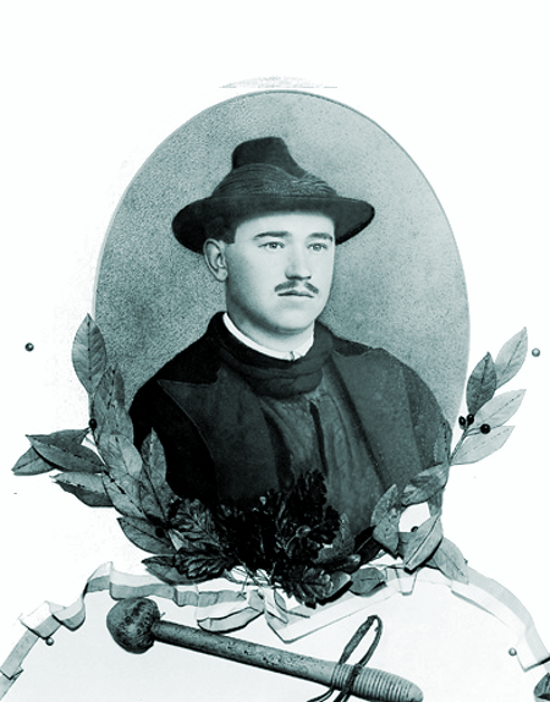
Ritratto votivo del maestro Franz Innerhofer, vittima degli scontri durante la domenica di sangue.

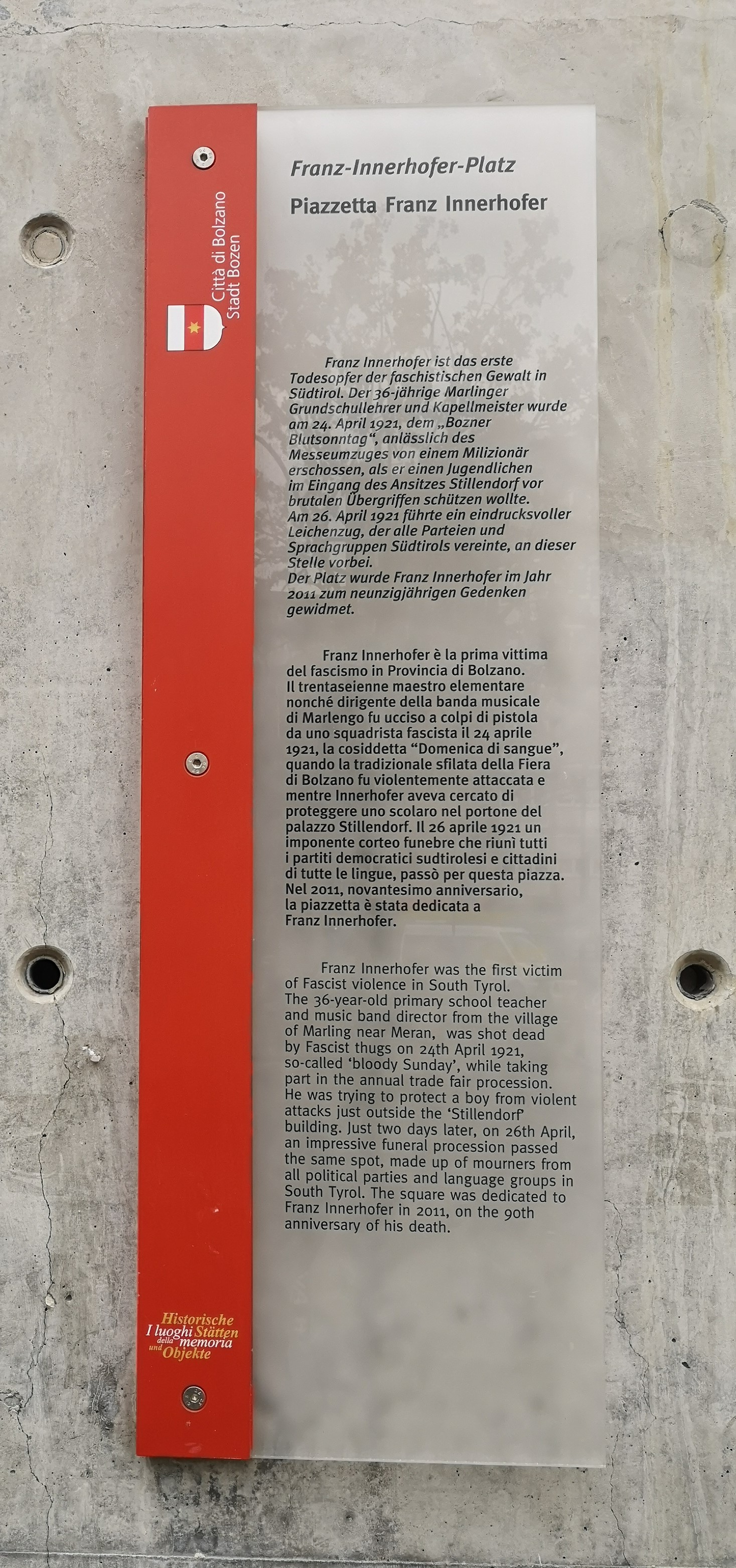
La targa trilingue in piazza Franz Innerhofer a Bolzano.

Il 24 aprile 1921 a Innsbruck si tenne un plebiscito per ottenere l'annessione della provincia del Tirolo alla Germania, per cui dei gruppi fascisti italiani temevano, strumentalmente e senza fondamenta, che analogamente a Bolzano si organizzasse una consultazione da tenersi all'interno della fiera campionaria, che sancisse la separazione dall'Italia. Inoltre dalla fiera sarebbero stati esclusi tutti gli operatori di lingua italiana.
Nel quadro delle manifestazioni della Fiera di Bolzano, mentre diverse centinaia di persone sfilavano in costume tradizionale, una squadra d'azione fascista, proveniente soprattutto da Verona e agli ordini di Achille Starace, assaltò con armi da fuoco e bombe a mano il corteo in piazza delle erbe (Obstplatz). Quarantacinque persone rimasero sul terreno ferite, alcune gravemente.
Franz Innerhofer, un maestro elementare di Marlengo che accompagnava i suoi scolari durante una processione tradizionale, rimase ucciso da colpi di armi da fuoco, mentre cercava riparo in un portone del vicino palazzo Stillendorf assieme ad uno scolaro, nel tentativo di proteggerlo dagli scontri.
L'esercito intervenne in ritardo e si limitò a scortare i fascisti alla stazione, soltanto due furono i fascisti tratti in arresto, ma non vennero mai processati. Nonostante Luigi Credaro, commissario generale civile della Venezia Tridentina, e lo stesso Giovanni Giolitti, allora presidente del consiglio, avessero promosso delle indagini, non si arrivò mai ad identificare i colpevoli. Anche il tentativo della vedova di avere giustizia o almeno il pagamento dei danni dopo la caduta del fascismo e la fine della guerra non ebbe alcun esito, perché, come riporta Romano Bracalini, a suo tempo la pratica venne "insabbiata".
L'inadempienza delle autorità nel 1921 portò a vivaci proteste della giunta comunale di Bolzano guidata dal borgomastro  Julius Perathoner, il quale però nell'ottobre dell'anno seguente fu rimosso dal suo incarico dopo un ulteriore assalto fascista che si concluse con l'occupazione del municipio di Bolzano.
La società civile reagì all'aggressione fascista il 25 aprile con un raduno di protesta in piazza Mercato (Viehmarktplatz), l'odierna piazza Verdi, alla quale parteciparono ca 8.000 persone e dove parlarono politici e sindacalisti sia tedeschi che italiani (Franz Tappeiner e Carlo Biamino, entrambi socialdemocratici, ed Eduard Reut-Nicolussi del Deutscher Verband); essi si recarono anche dal commissario generale per la Venezia Tridentina, Luigi Credaro, per deporre la loro protesta congiunta. Uno sciopero generale dei ferrovieri di entrambi i gruppi linguistici fece sì che tutti i treni restassero fermi - la protesta si allargò su altre città fino a Trieste.
Il 26 aprile 1921 si tenne un imponente corteo funebre di migliaia di persone, al quale partecipò anche Luigi Credaro, che condusse il feretro di Innerhofer per le vie di Bolzano e attraverso la val d'Adige a Marlengo, suo paese natale e luogo di sepoltura.
Il 25 aprile 2011, nel novantesimo anniversario della morte di Innerhofer, il Comune di Bolzano gli ha intitolato una piazza, posta a sud della Libera Università di Bolzano nel centro cittadino e nel luogo, dove già il corteo funebre del 1921 era passato innanzi.